# 12.º Grupo Aéreo del Cuerpo de Marines
El 12.º Grupo de Aviación del Cuerpo de Marines (en inglés: Marine Aircraft Group 12, MAG-12) es un grupo de aéreo activo del Cuerpo de Marines de los Estados Unidos, con la tarea de proporcionar aviones para apoyo al asalto. Actualmente es parte de la 1.er Ala Aérea del Cuerpo de Marines , que a su vez es una parte integral de la III Fuerza Expedicionaria de Marines y que está basado en la Estación Aérea del Cuerpo de Marines de Iwakuni  en Japón.

## Misión
La misión del MAG-12 es ejecutar operaciones de guerra antiaérea y de apoyo aéreo ofensivo para una Fleet Marine Force usando bases adelantadas, aeródromos improvisados o portaviones y llevar a cabo operaciones aéreas como se le soliciten.

## Unidades subordinadas
- MAG-12 HQ (asignado en forma permanente)
- MALS-12 (asignado en forma permanente)
- VMFA(AW)-242 (asignado en forma permanente)
- VMFA-212 (asignado por cuadro)
- MWSS-171 (asignado en forma permanente)

## Historia

### Segunda Guerra Mundial
El MAG-12 fue activado en el Camp Kearny, San Diego, California, el 1 de marzo de 1942. Poco después, fue desplegado al Teatro del Pacífico. Desde diciembre de 1942 hasta el cese de las hostilidades hacia finales del año 1945, el grupo participó en numerosas operaciones en las Salomón y las Filipinas apoyando al Ejército, Armada y al Cuerpo de Marines de los Estados Unidos así como a las fuerzas de guerrilla filipinas. El escuadrón fue llevado a Filipinas por petición del almirante "Bull" Halsey cuando dijo, 
Yo había tenido bajo mi mando en el Pacífico Sur un Grupo Aéreo de la Infantería de Marina que había probado su versatilidad en todo desde combatir a destruir embarcaciones enemigas. Yo sabía que el grupo estaba ahora bajo el mando de MacArthur, y yo sabía, también, sin saber porque, que cuando Kenney no estaba manteniéndolos ociosos, les estaba asignando misiones lejos por debajo de sus capacidades. La queja de Kinkaid acerca de una insuficiente cubierta aérea me llevo a tomar un paso que era más que una libertad; para un hombre de espíritu más mezquino que el de MacArthur le habría parecido una impertinencia. Yo traje a su atención estos infantes de marina. Él les ordenó que pasaran adelante, y dentro de 24 horas de su llegada, ellos habían justificado mi recomendación.
Por tal servicio, el grupo obtuvo una Medalla de Unidad Distinguida del Ejército y una Mención de Unidad de la Armada.

### Guerra de Corea
El 20 de abril de 1952, el MAG-12 estableció su base en la Base Aire K-6, Pyongtaek. Durante la guerra las unidades del MAG-12, excepto el VMA-312 que se encontraba a bordo del USS Bataan (CVL-29), quedó bajo el control de la Quinta Fuerza Aérea de la Fuerza Aérea de Estados Unidos. Hasta el final de la guerra de Corea, el grupo participó exitosamente en numerosas operaciones y acumularon sobre 80 000 misiones de combate efectivas contra tropas, instalaciones, vehículos y otros innumerables blancos vitales del enemigo. Se le otorgó al MAG-12 otra Mención de Unidad de la Armada por su servicio en la guerra de Corea.

### Post Corea y Guerra de Vietnam
Durante el año 1956, después de casi seis años en Corea, el MAG-12 fue retirado a la Estación Aérea del Cuerpo de Marines de Iwakuni, en Japón, y permaneció allí realizando operaciones de apoyo aéreo estrecho para la Fleet Marine Force en el Pacífico Occidental hasta el año 1965. En mayo de 1965, el MAG-12 se desplegó a Chu Lai en Vietnam, para apoyar a la infantería de marina y a otras fuerzas aliadas en sus combates contra el Viet Cong y unidades del ejército de Vietnam del Norte. El grupo participó en muchas grandes operaciones, incluyendo la recaptura de la Ciudad de Hue y el relevo de las unidades sitiadas en Khe Sanh. Se le otorgaron dos Menciones de Unidad de la Armada adicionales como un resultado de la contribución del grupo al esfuerzo de guerra realizado en Vietnam. Después de casi cinco años de combate, el MAG-12 fue retirado de Vietnam del Sur en febrero de 1970 y fue reubicado en la MCAS Iwakuni en Japón. Pero su estancia en Japón fue corta ya que en mayo de 1972, el MAG-12 fue nuevamente desplegado a Vietnam y llevó a cabo operaciones de combate desde la Base Aérea de Bien Hoa hasta que finalmente fue retirada el 29 de enero de 1973 momento en el cual eran la última unidad de aviación de combate estadounidense aún en el país. Luego el MAG-12 regresó a la MCAS Iwakuni, donde aún permanece hoy en día.

### Post Vietnam
Desde esta base, el MAG-12 ha llevado a cabo numerosas operaciones por toda el área del WESTPAC y ha participado en centenares de ejercicios de entrenamiento conjuntos con otras ramas de las fuerzas armadas. Actualmente el MAG-12 consiste de un escuadrón de logística de aviación de la infantería de marina y un escuadrón operacional, el VMFA-242.